# Brice Mangou
Brice Mangou, né en 1978, est un colonel de la gendarmerie départementale française, ancien commandant et community manager principal du groupement départemental de la gendarmerie des Vosges. Il acquiert une célébrité notable en 2021 en étant à l'origine du succès de la gendarmerie des Vosges sur Internet. 
A l'été 2021, il quitte ses fonctions après avoir été nommé au service de la transformation de la Gendarmerie nationale.

## Biographie
Le colonel Brice Mangou est né en 1978. Avant d'être nommé dans les Vosges, il travaillait au Service de Relations Publiques des Armées Gendarmerie, situé au sein de la Direction générale à Issy-les-Moulineaux.
En septembre 2018, il prend officiellement, en tant que lieutenant-colonel, le commandement de la gendarmerie des Vosges où il succède au colonel Dominique Schoenher nommé au centre de recherches de l’EOGN. Le groupement compte alors 523 personnels militaires et civils : 27 officiers, 401 sous-officiers, 11 militaires du corps de soutien, 80 gendarmes adjoints volontaires et 4 personnels civils.
Le 12 décembre 2018, il est promu au grade de colonel. 
Dans un premier temps, le colonel et ses équipes réalisent des communications institutionnels sur les réseaux sociaux en reprenant les codes proposés par la gendarmerie mais leurs publications ne rencontrent qu'une faible audience. A l'été 2019, le compte twitter de la gendarmerie n'est ainsi suivi que par 800 personnes. Estimant que la communication de la gendarmerie est « inaudible », Brice Mangou décide alors de changer de stratégie en optant pour des publications décalées et en utilisant le levier de l'humour. 
Les comptes institutionnels de la gendarmerie des Vosges, notamment sur Facebook et Twitter obtiennent alors un certain succès auprès des internautes grâce à une nouvelle ligne éditoriale. Les publications portent toujours sur des messages de prévention notamment sur la sécurité routière, la prévention des cambriolages ou les violences aux personnes, mais sont rédigées de manière humoristique ou décalée afin de capter l'attention des internautes. Le lieutenant-colonel utilise notamment des situations vécues qu'il tourne en dérision afin de sensibiliser les habitants des Vosges. 
En mai 2021, l'ensemble des comptes institutionnels de la gendarmerie sont suivis par près de 120 000 personnes sur Internet. L'audience des comptes dépasse alors largement les frontières géographiques du département des Vosges. Chaque publication génère des milliers de partages et de commentaires. 
Après plus de 2 000 tweets, le compte Twitter de la gendarmerie des Vosges en particulier est suivi par plus de 82 000 personnes en juillet 2021, ce qui en fait le plus populaire des comptes de gendarmerie. 
Selon Brice Mangou, ce type de publications aurait également permis de faciliter la relation entre les gendarmes et la population. « Ces publications et le succès de ces publications facilitent pour les personnels la capacité à échanger, à délier la parole. Tout simplement en créant encore davantage de proximité » explique-t-il.
Ce succès permet dans le même temps à la gendarmerie des Vosges d'atteindre une certaine célébrité médiatique. Une publication du compte twitter de la gendarmerie fait ainsi l'ouverture du journal télévisé de 13 h de TF1 le 23 mai 2021. Quelques jours plus tard, Brice Mangou est invité dans l'émission C à vous sur France 5 afin d'évoquer les liens tissés avec les internautes. Le 14 juin, il est cité dans la lettre d'information de l’Élysée.
Durant l'été 2021, il quitte ses fonctions pour rejoindre le service de la transformation de la Gendarmerie nationale,. Il est remplacé à la tête de la gendarmerie des Vosges par le colonel Frédéric Avy, numéro 2 de la Savoie,.

## Distinctions
En 2019, il reçoit l’insigne de chevalier de la Légion d’Honneur.